# Samsung Galaxy Tab S 8.4
O Samsung Galaxy Tab S 8.4 é um computador tablet Android de 8,4 polegadas fabricado e comercializado pela Samsung Electronics. Pertence à nova série Samsung Galaxy Tab ultra “S”, que também inclui um modelo de 10,5 polegadas, o Samsung Galaxy Tab S 10.5. Foi anunciado a 12 de junho de 2014 e lançado em julho de 2014. Este é o primeiro tablet de 10,5 polegadas da Samsung que pretende ser um concorrente direto do LG G Pad 8.3 e do iPad mini com ecrã retina.

## História
O Galaxy Tab S 8.4 foi anunciado a 12 de junho de 2014. Foi apresentado juntamente com o Galaxy Tab S 10.5 no Samsung Galaxy Premier 2014, em Nova Iorque.